# Rommel Pacheco
Rommel Aghmed Pacheco Marrufo (Mérida, 12 de julio de 1986) es un deportista y político mexicano, miembro del partido Morena. Compitió en saltos de trampolín y plataforma. Es multimedallista mundial de Juegos Panamericanos, Juegos Centroamericanos y del Caribe, Copa del Mundo, Grandes Premios y Serie Mundial de Saltos. Formó parte de la delegación mexicana en los Juegos Olímpicos de Atenas 2004, Pekín 2008, Río de Janeiro 2016 y Tokio 2020, siendo en estos últimos donde fungió como abanderado nacional junto con la golfista Gabriela López durante la ceremonia de inauguración.
Fue diputado federal por el distrito 3 del estado de Yucatán para la LXV Legislatura del Congreso de la Unión de 2021 a 2024. En 2024, para la elecciones estatales de Yucatán, Pacheco fue designado por Morena como candidato a la alcaldía de Mérida, obteniendo el segundo lugar.
En octubre de 2024, Pacheco asume la dirección de la CONADE, reemplazando a Ana Gabriela Guevara, durante el gobierno de la presidenta Claudia Sheinbaum.

## Carrera deportiva
Comenzó su carrera deportiva a los tres años de edad practicando natación, y como clavadista a los siete años. A los 11 años de edad se mudó de Yucatán a la Ciudad de México a las instalaciones del Centro Deportivo Olímpico Mexicano donde comenzó su entrenamiento formal como clavadista. Su inspiración para dedicarse a esta disciplina la obtuvo del también clavadista mexicano Fernando Platas.
Ganó tres medallas en el Campeonato Mundial de Natación entre los años 2013 y 2019, y seis medallas en los Juegos Panamericanos entre los años 2003 y 2015.
Participó en cuatro Juegos Olímpicos de Verano entre los años 2004 y 2020, su mejor actuación fue un quinto puesto logrado en Río de Janeiro 2016 en la prueba de trampolín 3 m sincro.
Durante los Juegos Olímpicos de Tokio 2020 fungió como abanderado de la delegación mexicana, junto con la golfista Gabriela López. En entrevista para ESPN comentó que se retirará de la carrera deportiva al concluir estos juegos olímpicos, y expresó su gratitud al ser seleccionado como abanderado.

### Palmarés internacional
| Campeonato Mundial   | Campeonato Mundial              | Campeonato Mundial | Campeonato Mundial     |
| Año                  | Lugar                           | Medalla            | Prueba                 |
| -------------------- | ------------------------------- | ------------------ | ---------------------- |
| 2013                 | Barcelona (España)              | Medalla de bronce  | Trampolín 3 m sincro   |
| 2017                 | Budapest (Hungría)              | Medalla de plata   | Equipo mixto           |
| 2019                 | Gwangju (Corea del Sur)         | Medalla de plata   | Trampolín 1 m          |
| Juegos Panamericanos |                                 |                    |                        |
| Año                  | Lugar                           | Medalla            | Prueba                 |
| 2003                 | Santo Domingo (Rep. Dominicana) | Medalla de oro     | Plataforma 10 m        |
| 2003                 | Santo Domingo (Rep. Dominicana) | Medalla de plata   | Plataforma 10 m sincro |
| 2007                 | Río de Janeiro (Brasil)         | Medalla de plata   | Plataforma 10 m        |
| 2011                 | Guadalajara (México)            | Medalla de plata   | Plataforma 10 m        |
| 2015                 | Toronto (Canadá)                | Medalla de oro     | Trampolín 3 m          |
| 2015                 | Toronto (Canadá)                | Medalla de oro     | Trampolín 3 m sincro   |

### Premios y reconocimientos
En 2003 recibió́ el reconocimiento Luchador Olmeca, máxima presea otorgada por la Confederación Deportiva Mexicana. Además obtuvo el Premio Estatal del Deporte y Premio Nacional del Deporte en 2005, ambos otorgados por la Comisión Nacional de Deportes. Cuenta también con un reconocimiento por la Secretaría de la Defensa Nacional por su destacada participación en los Juegos Panamericanos Toronto 2015. La Universidad Anáhuac le ha otorgado en dos ocasiones el reconocimiento como deportista elite.

## Trayectoria fuera del deporte
Es licenciado en Administración de Negocios y cuenta con una maestría en Capital Humano, ambos grados concedidos por la Universidad Anáhuac del Sur. Durante 11 años formó parte del ejército mexicano, obteniendo el grado de Teniente. Como miembro de las Fuerzas Armadas Mexicanas ayudó al estado de Yucatán en situaciones de emergencia por desastres naturales a través del plan DNIII.
Ha colaborado activamente y sin fines de lucro, con organizaciones altruistas como: Fundación Teletón, Cruz Roja Mexicana, Sueños de Ángel, Banco de Tapitas. Colabora en la difusión del Programa de Recolección de Tapas de Plástico a Niños con Cáncer para juntar la mayor cantidad de tapas de plástico y así ayudar al tratamiento de niños con cáncer en México. La cadena de televisión Discovery Networks lo nombró embajador y Orgullo de México. Además pertenece al listado de los 50 personajes que transforman México y tiene un reconocimiento como influencia positiva por la revista Quién. En mayo del 2017 recibió un doctorado honoris causa por el claustro Iberoamericano.

### Conferencista motivacional
Sus más de 100 conferencias motivacionales han sido impartidas a empresas nacionales e internacionales, instituciones de gobierno, así como universidades públicas y privadas. Su objetivo es transmitir un pensamiento positivo y empoderado a los jóvenes y adultos.
| Año  | Título                                        | Rol           | Otras Notas            |
| ---- | --------------------------------------------- | ------------- | ---------------------- |
| 2020 | El mundo sin Juegos Olímpicos                 | Conferencista | Conferencia virtual    |
| 2020 | Fragmento Conferencia: Como vencer tus miedos | Conferencista | Conferencia            |
| 2019 | Fragmento Conferencia: Como vencer tus miedos | Conferencista | Conferencia            |
| 2018 | Como vencer tus miedos                        | Conferencista | Conferencia para Ted x |
| 2017 | Cómo ser el mejor del mundo                   | Conferencista | Conferencia para Ted x |

### Televisión y redes sociales
Ha participado en distintos programas de televisión, en ocasiones poniendo a prueba sus habilidades físicas como en Exatlón México, o como bailarín en el programa Bailando con las estrellas.
| Año  | Título                     | Personaje/Rol | Otras Notas   |
| ---- | -------------------------- | ------------- | ------------- |
| 2020 | ¿Quién es la máscara?      | Duende        | 7° eliminado  |
| 2020 | Guerreros México           | Equipo cobras | Invitado      |
| 2018 | Bailando con las estrellas | Participante  | No ganó       |
| 2017 | Exatlón México             | Equipo Rojo   | 14° eliminado |

Cuenta con su propio canal de YouTube con el cual tiene más de 199,000 seguidores y ha participado también en el canal del clavadista Tom Daley. Cuenta con más de 1 millón de seguidores en Instagram y durante los Juegos Olímpicos de Tokio 2020 ha mostrado a detalle sus entrenamientos y la vida en la Villa Olímpica.

## Trayectoria política

### Diputado federal (2021-2024)
En enero de 2021 se registró como precandidato a diputado federal del tercer distrito del estado de Yucatán por el PAN para las elecciones de junio de 2021. La invitación de formar parte del PAN la recibió por parte del gobernador de Yucatán, Mauricio Vila. El 10 de junio de 2021 recibió la constancia de mayoría de votos, que lo ratifica como diputado federal electo. Obtuvo la mayoría de votos con un total de 55,173 votos de un total de 170,929. La constancia fue recibida por el candidato suplente Gonzalo Puerto.
En julio de 2021, se convirtió en el primer deportista en activo con un cargo popular, siendo además el primer diputado electo y abanderado mexicano en los Juegos Olímpicos.
Durante su período como Diputado Federal mantuvo una postura contraria al gobierno, votando en contra de las iniciativas  y las reformas constitucionales propuestas por el presidente Andrés Manuel López Obrador, lo que junto con los bloques opositores impidieron la aprobación de la Reforma Eléctrica y las modificaciones a la Reforma Electoral.
En julio de 2023 Rommel Pacheco anunció a los medios de comunicación que se preparaba una denuncia contra la directora de la CONADE, Ana Gabriela Guevara por el mal manejo de la institución, por retirar apoyos al equipo olímpico de nado y otros deportistas.
En septiembre de 2023 anunció que abandonaría Acción Nacional y se integraría al Movimiento de Regeneración Nacional.

### Candidato a la alcaldía de Mérida (2024)
Fundadores y militantes de Morena, mostraron su inconformidad al registrarse Rommel Pacheco para competir en la elección interna por la candidatura a la alcaldía de Mérida, acusándolo de ser una mala elección; “Rommel Pacheco es sinónimo de derrota” (Echazarreta, 2023).
Varios miembros de Morena continuaron mostrando su inconformidad manifestándose en diversos eventos causando que lo bajaran del templete en la visita de Claudia Sheinbaum a Yucatán para evitar molestias de los asistentes.
El 31 de diciembre fue publicada en Twitter su designación como candidato de Morena a la alcaldía de Mérida en la cuenta de Mario Delgado, lo que desató múltiples críticas  no solo por su designación sino también por la forma poco convencional de anunciarlo, militantes, fundadores de Morena Yucatán y hasta algunos líderes de opinión afines a la cuarta transformación como Damián Alcázar lo llamaron traidor y algunos aseguraron que de ser el candidato preferirían votar por otro partido.
En las elecciones del 2 de junio de 2024, Pacheco obtuvo el 39.89% de los votos, el segundo lugar y once puntos por detrás de la candidata del Partido Acción Nacional, Cecilia Patrón Laviada, que ganó las elecciones con el 50.20% de los votos.

### Dirección de la CONADE (2024)
Al comienzo del sexenio de Claudia Sheinbaum, Pacheco se convierte en el director de la Comisión Nacional de Cultura Física y Deporte (CONADE), remplazando a Ana Gabriela Guevara en ese cargo.